# Novo Komeito
Novo Komeito (公明党) é um partido político japonês fundado  em 7 de novembro de 1998 pela fusão dos partidos Komeito, fundo em 1964, e Partido da Nova Paz. Em 2014, o partido voltou a denominar-se Komeito, declarando-se como herdeiro das tradições do antigo Komeito.